# 亚格尔
亚格尔是德国石勒苏益格－荷尔斯泰因州的一个市镇。总面积11.89平方公里，总人口963人，其中男性488人，女性475人（2011年12月31日），人口密度81人/平方公里。